# Sungai Kayu Aro
Sungai Kayu Aro is een bestuurslaag in het regentschap Tanjung Jabung Barat van de provincie Jambi, Indonesië. Sungai Kayu Aro telt 1780 inwoners (volkstelling 2010).